# 마틴 랜다우
마틴 제임스 랜다우(영어: Martin James Landau, 영어 발음: /ˈlændaʊ/, 1928년 6월 20일 ~ 2017년 7월 15일)는 미국의 배우, 연기 교사, 제작자, 시사만화가이다. 《에드 우드》(1994)에서 벨라 루고시 역을 연기하여 1995년 제67회 아카데미상, 제1회 미국 배우 조합상, 제52회 골든 글로브상에서 남우 조연상을 수상하고 제49회 영국 아카데미 영화상 남우 조연상 후보에 올랐다. 랜다우가 가르친 배우에는 잭 니컬슨과 앤젤리카 휴스턴이 포함돼 있다.

## 출연 작품

### 영화
- 북북서로 진로를 돌려라 (1959)
- 클레오파트라 (1963)
- 최고의 이야기 (1965)
- 터커 (1988)
- 범죄와 비행 (1989)
- 에드 우드 (1994) - 벨라 루고시 역
- 피노키오의 모험 (1996)
  - 피노키오의 새로운 모험 (1999, The New Adventures of Pinocchio)
- 라운더스 (1998)
- 엑스파일: 미래와의 전쟁 (1998)
- 슬리피 할로우 (1999)
- 마제스틱 (2001)
- 리멤버: 기억의 살인자 (2015)

### 텔레비전
- 제5전선 (1966-69)
- 우주대모험 1999 (1975-77)

## 수상 경력
- 1966년 제23회 골든글로브시상식 TV드라마부문 남우주연상
- 1988년 캔자스시티비평가협회상 남우조연상
- 1988년 제1회 시카고비평가협회상 남우조연상
- 1988년 유타비평가협회상 남우조연상
- 1989년 제46회 골든글로브시상식 남우조연상
- 1990년 제40회 베를린국제영화제 베를린카메라상
- 1992년 케이블ACE어워즈 TV영화/미니시리즈부문 남우조연상
- 1994년 제20회 새턴어워즈 최우수남우주연상
- 1994년 제15회 보스턴비평가협회상 남우조연상
- 1994년 제7회 시카고비평가협회상 남우조연상
- 1994년 제59회 뉴욕비평가협회상 남우조연상
- 1994년 댈러스-포트워스 비평가협회상 남우조연상
- 1994년 텍사스비평가협회상 남우조연상
- 1994년 남동부비평가협회상 남우조연상
- 1994년 캔자스시티비평가협회상 남우조연상
- 1995년 제52회 골든글로브시상식 남우조연상
- 1995년 제1회 미국배우조합상 영화부문 남우조연상
- 1995년 제20회 LA비평가협회상 남우조연상
- 1995년 제29회 전미비평가협회상 남우조연상
- 1995년 제67회 아카데미시상식 남우조연상
- 1995년 아메리칸코미디어워즈 가장재미있는 남자조연배우상
- 1998년 샌디에고월드필름페스티벌 평생공로상
- 2001년 산타모니카필름페스티벌 트리뷰트상
- 2002년 캘리포니아인디펜던트필름페스티벌 평생공로상
- 2005년 미토드페스트 평생공로상
- 2006년 제11회 새틀라이트시상식 메리픽포드상
- 2009년 제45회 시카고국제영화제 헌정상